# شيطان شرير
الشيطان الشرير ، المعروف أيضًا باسم Deus deceptor ،  او الشيطان الخبيث ،  والعبقري الشرير ،  هي تجربة فكرية في التشكك اقترحها رينيه ديكارت في أول تأملاته في الفلسفة الأولى عام 1641، يتخيل ديكارت أن إلهًا خبيثًا أو شيطانًا شريرًا، "ذو قوة ومكر شديدين استخدم كل طاقاته من أجل خداعي". يُتصور أن هذا الإله الخبيث أو الشيطان الشرير يقدم وهمًا كاملاً لعالم خارجي، بحيث يمكن لديكارت أن يقول، "سأعتقد أن السماء والهواء والأرض والألوان والأشكال والأصوات وكل الأشياء الخارجية ليست سوى أوهام أحلام ابتكرها لإيقاع حكمي في الفخ. سأعتبر نفسي ليس لدي أيدٍ أو عيون أو لحم أو دم أو حواس، لكنني مازلت أعتقد خطأً أنني أمتلك كل هذه الأشياء".
السؤال الذي يطرح نفسه هو كيف يمكن للإنسان أن يصل إلى أي حقيقة أو أن يكون على يقين من صحة الأشياء في وجود مثل هذا الشيطان الماكر؟ وعلى الرغم من اعتقاد ديكارت نفسه بوجود طريقة لدحض هذا الافتراض، إلا أن هذه النظرية والأسئلة المحيطة بها لا تزال قائمة بين الفلاسفة، ولا يعد تفاؤل ديكارت في حل مشكلة الشك شائعًا جدًا بين الفلاسفة. يعتقد بعض العلماء الديكارتيين أن الاله الشرير أو الشيطان الشرير هو أيضاً كلي القدرة، وبالتالي قادر على تغيير الرياضيات وأساسيات المنطق، على الرغم من ان الاله الشرير او الشيطان الشرير كلي القدرة سيكون مخالفًا لفرضية ديكارت، حيث قام بتنديد الاتهامات بأن الشيطان الشرير لديه كل شيء من القوة. لكنها واحدة من العديد من أساليب الشك المنهجي التي يستخدمها ديكارت في التأمل.